# Gregorius Bar-Hebraeus
Gregorius Bar-Hebraeus eller Gregorios Abou'l Faradj, född 1226 i Malatya, nuvarande Turkiet, död 30 juli 1286 i Maraga, Persien, var catholicos i Syrisk-ortodoxa kyrkan och enligt en utbredd uppfattning, en av de mest lärda som det samfundet någonsin haft. Hans vetenskapliga fält sträckte sig över teologi, filosofi, naturvetenskap och historia, och han författade på såväl syriska som arabiska.
Det har på svaga grunder och felaktigt skrivits att hans far var judisk konvertit, därav hans namn. Han kommer från en by vid namn Ebra, nära den stora floden Eufrat, därav hans namn. Redan 1246 blev han biskop i Gubos, och 1264 katholikos i Tagrit. Det främsta av hans verk är Aucar Raze (Förråd av hemligheter) vilket är en kommenar över hela Bibeln (peshitta). Andra viktiga verk ha honomn är "Strålarnas bok". Av hans hand finns även dikter av både religiöst och profant innehåll, samt en bok "roliga historier", delvis ganska burleska. Gregorius Bar-Hebraeus verkade även som översättare, bland annat av Ibn-Sinas skrifter.